# The Millers
The Millers ist eine US-amerikanische Sitcom im Multi-Camera-Format des Senders CBS. Die Idee zur Serie hatte Greg García. In den Vereinigten Staaten hatte die Serie am 3. Oktober 2013 Premiere. In Deutschland strahlte sie ProSieben seit dem 4. Februar 2014 aus.

## Handlung
Im Mittelpunkt der Serie steht Nathan Miller, ein frisch geschiedener Lokalreporter, dessen Leben sich zu Serienbeginn festgefahren hat. Auf Grund dessen, dass er von seinen Eltern immer für das erfolgreichere Kind gehalten wurde, verheimlicht er ihnen mehrere Monate seine Scheidung von Ehefrau Janice. Als seine Eltern eines Tages jedoch von der Scheidung erfahren, möchte Vater Tom nach 43 Ehejahren auch die Scheidung von Mutter Carol, was Nathan und seine Schwester Debbie ziemlich überrascht. Im Zusammenhang mit dieser Äußerung kommt heraus, dass die Ehe ihrer Eltern schon seit Jahren kaputt ist, allerdings wollten die beiden noch als Vorbilder für ihre Kinder fungieren. Als Konsequenz der Trennung von Tom und Carol zieht Tom zu seiner Tochter Debbie, deren Mann Adam und der gemeinsamen Tochter Mikayla, und Carol zu ihrem Sohn Nathan.

## Besetzung und Synchronisation

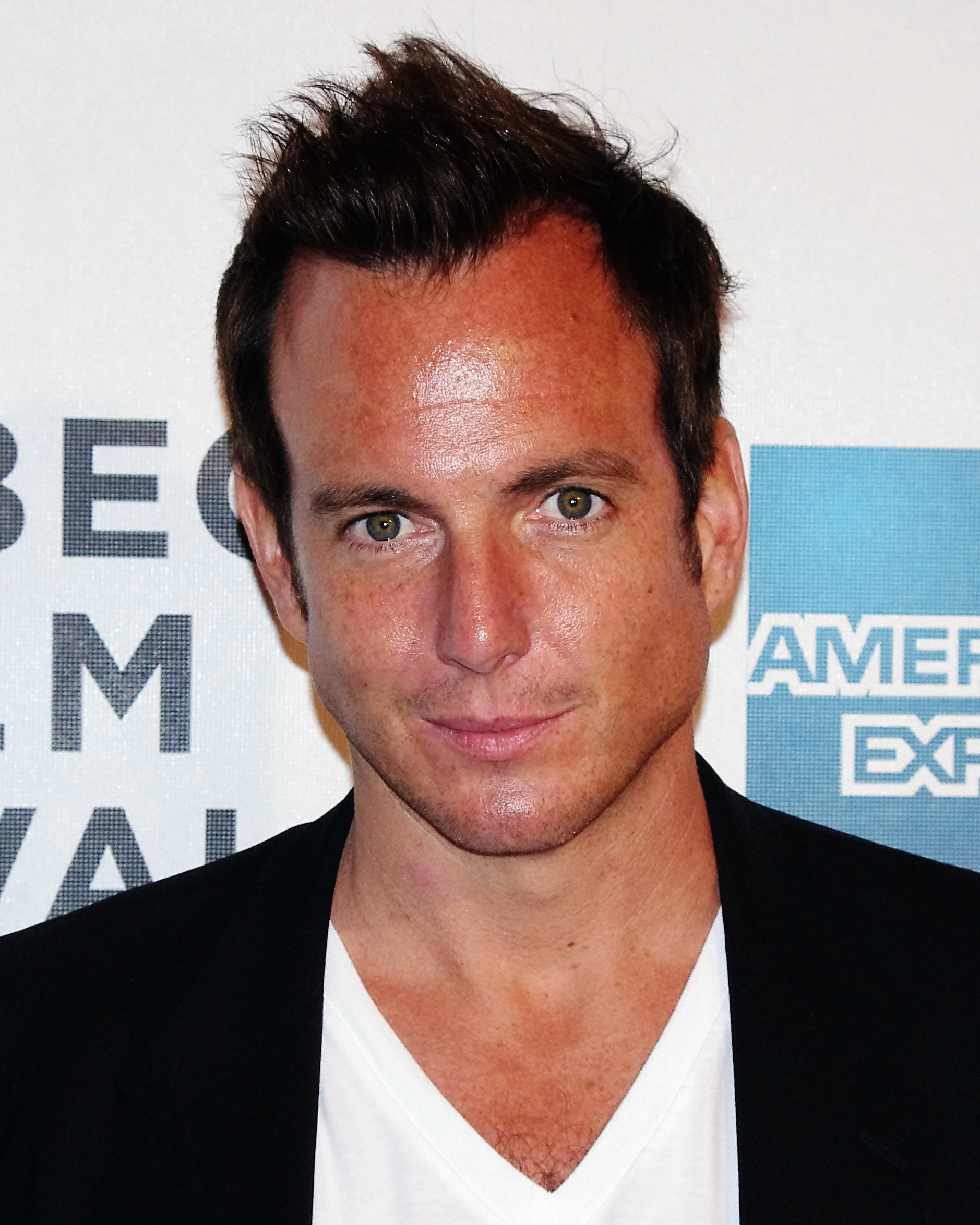
Will Arnett spielt Nathan Miller
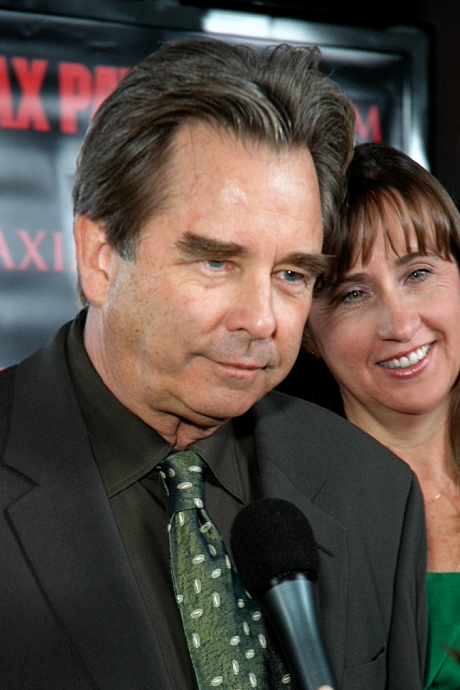
Beau Bridges spielt Tom Miller
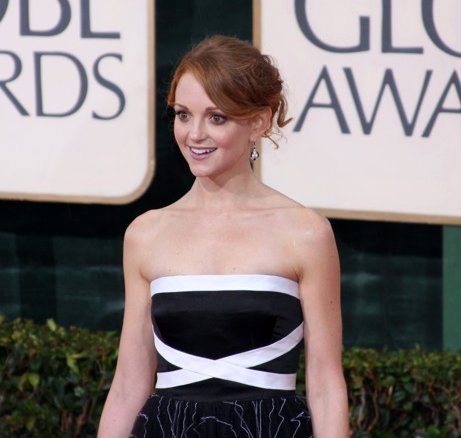
Jayma Mays spielt Debbie
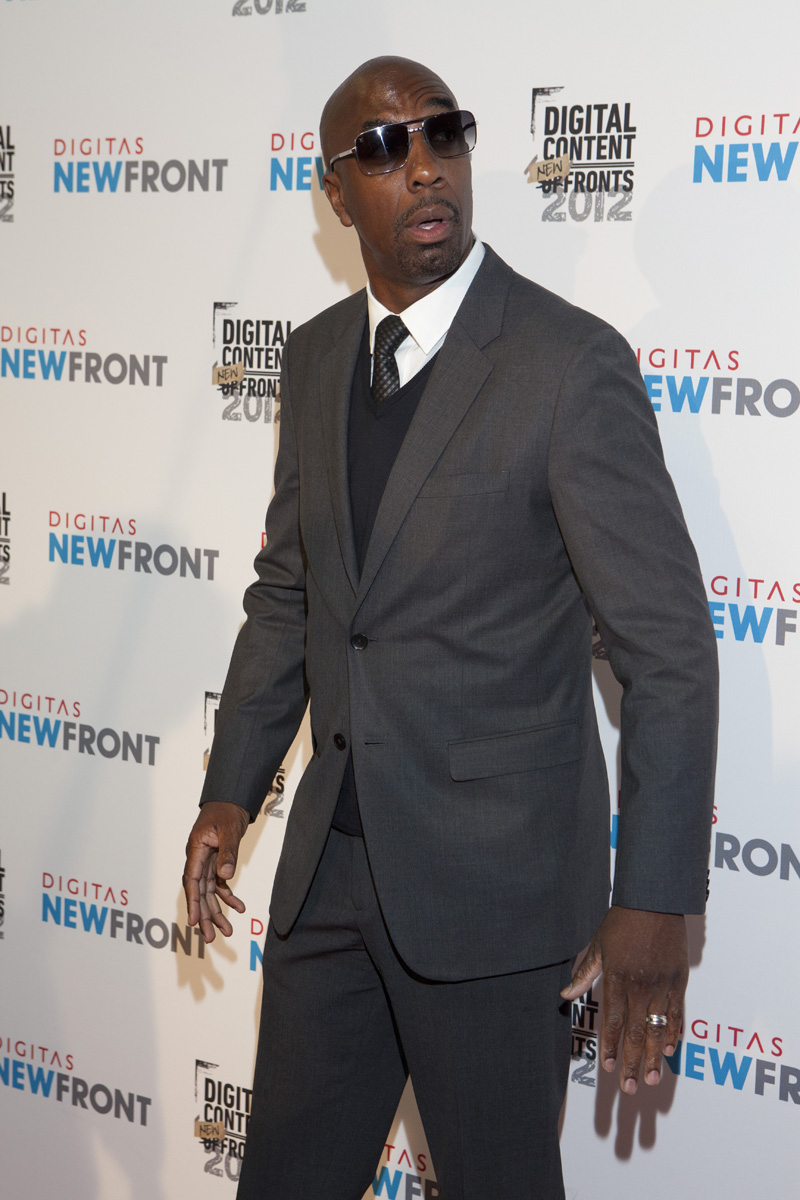
J. B. Smoove spielt Ray

| Rollenname    | Schauspieler/in  | Hauptrolle | Nebenrolle | Synchronsprecher/in |
| ------------- | ---------------- | ---------- | ---------- | ------------------- |
| Nathan Miller | Will Arnett      | 1.01–2.11  |            | Johannes Berenz     |
| Carol Miller  | Margo Martindale | 1.01–2.11  |            | Almut Zydra         |
| Tom Miller    | Beau Bridges     | 1.01–2.11  |            | Ronald Nitschke     |
| Debbie        | Jayma Mays       | 1.01–2.11  |            | Ilona Brokowski     |
| Ray           | J. B. Smoove     | 1.01–2.11  |            | Oliver Siebeck      |
| Adam          | Nelson Franklin  | 1.01–2.11  |            | Tommy Morgenstern   |
| Mikayla       | Eve Moon         | 1.01–1.11  |            | Emily Hinze         |
| Mikayla       | Lulu Wilson      | 1.14–2.05  | 1.12–1.13  | Emily Hinze         |
| Kip Withers   | Sean Hayes       | 2.01–2.11  |            | Axel Malzacher      |
| Janice        | Eliza Coupe      |            | 1.02, 1.10 | Victoria Sturm      |

## Produktion
Am 18. Januar 2013 bestellte CBS eine Pilotfolge unter dem Titel Unauthorized Greg Garcia Pilot, die von Greg García geschrieben wurde und bei der James Burrows Regie führte.
Als erstes wurde Will Arnett für die zentrale Hauptrolle verpflichtet, jedoch war zu dieser Zeit noch ungewiss, ob er zur Verfügung stände, da er noch bei der NBC-Serie Up All Night unter Vertrag stand. Die Serie wurde jedoch im Mai 2013 eingestellt. Als Nächstes wurde Margo Martindale für die Rolle der Mutter gecastet. Kurze Zeit später wurde die Rolle von Nathans Freund Ray mit J. B. Smoove und die seiner Schwester Debbie mit Mary Elizabeth Ellis besetzt. Anfang März stieß Beau Bridges als Nathans Vater und Michael Rapaport als Debbies Ehemann zur Besetzung hinzu.
Am 10. Mai bestellte CBS die Serie unter dem Titel The Millers. Kurz nach der Bestellung der Serie verließen Mary Elizabeth Ellis und Michael Rapaport die Serie. Knapp zwei Monate später wurden die Rollen der beiden mit Jayma Mays und Nelson Franklin besetzt. Mitte August 2013 erlangte Eliza Coupe die wiederkehrende Rolle von Nathans Exfrau Janice.
Die Premiere der Serie fand am 3. Oktober 2013 hinter einer Folge von The Big Bang Theory statt. Auf Grund von nahezu gleichbleibenden Einschaltquoten stockte CBS die Episodenanzahl der Serie im Oktober 2013 durch die sogenannte Back nine order von 13 auf 22 auf. Im März 2014 wurde die Verlängerung um eine zweite Staffel bekanntgegeben. Letztendlich besteht die erste Staffel aus 23 Folgen. Für die zweite Staffel wurde Anfang Juli 2014 Sean Hayes für eine neue Hauptrolle verpflichtet.
Im November 2014 gab CBS die Einstellung der Serie bekannt. Die letzte Episode wurde am 17. November 2014 gedreht.

## Ausstrahlung
Vereinigte Staaten
Die erste Folge der Serie wurde am 3. Oktober 2013 auf CBS ausgestrahlt und von knapp 13,1 Millionen Zuschauern gesehen. Das erste Staffelfinale wurde am 15. Mai 2014 gezeigt. Die Ausstrahlung der zweiten Staffel begann bei CBS am 20. Oktober 2014. Nach fünf gezeigten Episoden der zweiten Staffel nahm der Sender die Serie vom Programmplan. Ob die restlichen sechs produzierten Episoden  noch zu einem späteren Zeitpunkt gezeigt werden, ist unklar.
Deutschland
Nachdem sich ProSiebenSat.1 Media bereits im Juni 2013 die Ausstrahlungsrechte gesichert hatte, sendete ProSieben die ersten 19 Folgen vom 4. Februar bis zum 10. Juni 2014. Die restlichen Folgen der 1. Staffel strahlt seit dem 27. Februar der Pay-TV-Sender TNT Serie aus.
Die Erstausstrahlung der zweiten Staffel fand vom 21. Mai bis zum 26. Juni 2015 im Nachtprogramm von ProSieben statt.

## Episodenliste

### Staffel 1
| Nr. (ges.) | Nr. (St.) | Deutscher Titel           | Originaltitel                      | Erstausstrahlung USA | Deutschsprachige Erstausstrahlung (D) | Regie         | Drehbuch                                                   | Zuschauer (USA) |
| ---------- | --------- | ------------------------- | ---------------------------------- | -------------------- | ------------------------------------- | ------------- | ---------------------------------------------------------- | --------------- |
| 1          | 1         | Hilfe, die Eltern kommen  | Pilot                              | 3. Okt. 2013         | 4. Feb. 2014                          | James Burrows | Greg Garcia                                                | 13,09 Mio.      |
| 2          | 2         | Kontrollfreaks            | Plot Twists                        | 10. Okt. 2013        | 11. Feb. 2014                         | James Burrows | Danielle Sanchez-Witzel                                    | 11,73 Mio.      |
| 3          | 3         | Das Upgrade               | The Phone Upgrade                  | 17. Okt. 2013        | 18. Feb. 2014                         | James Burrows | Bobby Bowman                                               | 12,27 Mio.      |
| 4          | 4         | Die Therapie              | The Mother Is In                   | 24. Okt. 2013        | 25. Feb. 2014                         | James Burrows | Austen Earl                                                | 10,74 Mio.      |
| 5          | 5         | Hexe und Papagei          | Giving the Bird                    | 31. Okt. 2013        | 4. März 2014                          | James Burrows | Gina Gari                                                  | 9,67 Mio.       |
| 6          | 6         | Alter Krempel             | Stuff                              | 7. Nov. 2013         | 11. März 2014                         | James Burrows | Stephnie Weir                                              | 10,38 Mio.      |
| 7          | 7         | Wir müssen reden          | The Talk                           | 14. Nov. 2013        | 18. März 2014                         | James Burrows | Stephnie Weir                                              | 11,08 Mio.      |
| 8          | 8         | Internet Dating           | Internet Dating                    | 21. Nov. 2013        | 25. März 2014                         | James Burrows | Chadd Gindin                                               | 11,78 Mio.      |
| 9          | 9         | Entschuldigung            | You’re In Trouble                  | 5. Dez. 2013         | 1. Apr. 2014                          | James Burrows | Elizabeth Tippet                                           | 9,23 Mio.       |
| 10         | 10        | Das Fest der Lüge         | Carol’s Parents are Coming to Town | 12. Dez. 2013        | 8. Apr. 2014                          | James Burrows | Bobby Bowman                                               | 10,93 Mio.      |
| 11         | 11        | Liebes Tagebuch           | Dear Diary                         | 2. Jan. 2014         | 15. Apr. 2014                         | James Burrows | Austen Earl                                                | 11,33 Mio.      |
| 12         | 12        | Millers Meinung           | Miller’s Mind                      | 9. Jan. 2014         | 22. Apr. 2014                         | James Burrows | Chadd Gindin                                               | 13,39 Mio.      |
| 13         | 13        | Driving Miss Crazy        | Driving Miss Crazy                 | 30. Jan. 2014        | 29. Apr. 2014                         | James Burrows | Stephnie Weir                                              | 11,50 Mio.      |
| 14         | 14        | Überraschung              | Carol’s Surprise                   | 6. Feb. 2014         | 6. Mai 2014                           | James Burrows | Elizabeth Tippet                                           | 10,69 Mio.      |
| 15         | 15        | Gemeinsamkeiten           | You Betcha                         | 27. Feb. 2014        | 13. Mai 2014                          | James Burrows | Guy Endore-Kaiser                                          | 11,04 Mio.      |
| 16         | 16        | Bahama Mama               | Bahama Mama                        | 6. März 2014         | 20. Mai 2014                          | James Burrows | Bob Daily                                                  | 11,58 Mio.      |
| 17         | 17        | Das Präsidentendinner     | Plus One                           | 13. März 2014        | 27. Mai 2014                          | James Burrows | Chadd Gindin                                               | 10,53 Mio.      |
| 18         | 18        | So macht man sich Freunde | Walk-n-Wave                        | 3. Apr. 2014         | 3. Juni 2014                          | James Burrows | Gina Gari                                                  | 11,35 Mio.      |
| 19         | 19        | Die scharfe Zahnärztin    | Cancellation Fee                   | 10. Apr. 2014        | 10. Juni 2014                         | James Burrows | Stephnie Weir                                              | 10,07 Mio.      |
| 20         | 20        | Tomlandia                 | Tomlandia                          | 24. Apr. 2014        | 27. Feb. 2015                         | James Burrows | Austen Earl                                                | 9,96 Mio.       |
| 21         | 21        | Der Miller-Instinkt       | 0072                               | 1. Mai 2014          | 2. März 2015                          | James Burrows | Chadd Gindin                                               | 9,43 Mio.       |
| 22         | 22        | Sex mit Dolan             | Sex Ed Dolan                       | 8. Mai 2014          | 3. März 2015                          | James Burrows | Bobby Bowman                                               | 8,96 Mio.       |
| 23         | 23        | Muttertag                 | Mother’s Day                       | 15. Mai 2014         | 4. März 2015                          | James Burrows | Handlung: Max Reisman Schauspiel: Sara Huffman & Joe Ahern | 9,78 Mio.       |

### Staffel 2
| Nr. (ges.) | Nr. (St.) | Deutscher Titel             | Originaltitel                          | Erstausstrahlung USA/Kanada | Deutschsprachige Erstausstrahlung (D) | Regie         | Drehbuch                                      | Zuschauer (USA) |
| ---------- | --------- | --------------------------- | -------------------------------------- | --------------------------- | ------------------------------------- | ------------- | --------------------------------------------- | --------------- |
| 24         | 1         | Mutters neuer bester Freund | Movin’ Out (Carol’s Song)              | 20. Okt. 2014               | 22. Mai 2015                          | James Burrows | Chadd Gindin                                  | 8,63 Mio.       |
| 25         | 2         | Die Lollipop-Frage          | Reunited and It Feels So Bad           | 27. Okt. 2014               | 29. Mai 2015                          | James Burrows | Stephnie Weir                                 | 6,95 Mio.       |
| 26         | 3         | Das Fehlvermählungsspiel    | Give Metta World Peace a Chance        | 3. Nov. 2014                | 29. Mai 2015                          | James Burrows | Mark Stegemann                                | 6,78 Mio.       |
| 27         | 4         | Tasse mit Gesicht           | You Are the Wind Beneath My Wings, Man | 10. Nov. 2014               | 5. Juni 2015                          | Phill Lewis   | Chris Harris                                  | 6,48 Mio.       |
| 28         | 5         | Der Star Wars Schwindel     | CON-Troversy                           | 17. Nov. 2014               | 5. Juni 2015                          | James Burrows | Guy Endore-Kaiser                             | 6,31 Mio.       |
| 29         | 6         | Die Kugel rollt             | Papa Was a Rolling Bone                | 27. Nov. 2014 (CTV)         | 12. Juni 2015                         | James Burrows | Stephnie Weir                                 | 1,68 Mio.       |
| 30         | 7         | Das lebende Krippenbild     | Highway to the Manger Zone             | 14. Jan. 2015 (M-Net)       | 26. Juni 2015                         | Marc Buckland | Elizabeth Tippet                              | 1,47 Mio.       |
| 31         | 8         | Schlammschlachten           | Diggin’ Up Bones                       | 21. Jan. 2015 (M-Net)       | 11. Juni 2015                         | James Burrows | Austen Earl                                   | 1,82 Mio.       |
| 32         | 9         | Mein Freund, der Papst      | When the Pope Comes Marching In        | 28. Jan. 2015 (M-Net)       | 19. Juni 2015                         | James Burrows | Bobby Bowman                                  | 1,76 Mio.       |
| 33         | 10        | Louise, Louise              | Louise Louise                          | 4. Feb. 2015 (M-Net)        | 19. Juni 2015                         | James Burrows | Chadd Gindin & Austen Earl & Elizabeth Tippet | 1,87 Mio.       |
| 34         | 11        | Der Held                    | Hero                                   | 11. Feb. 2015 (M-Net)       | 26. Juni 2015                         | James Burrows | Tim Stack                                     | 1,96 Mio.       |

## Rezeption
Leanne Aguilera und Jenna Mullins von E! Online sagten, dass die „wundervolle Besetzung“ („wonderful cast“) ihnen ein Stück Hoffnung gibt. Diane Werts von Newsday bewertete die Fernsehserie mit A-. David Hinckley von den New York Daily News vergab an die Sitcom 1 von 5 Sternen.
Nina Rehfeld von der FAZ meint, Greg García habe eine „so altmodische Comedyserie geschaffen, dass man sich wie in einer Wiederholung aus den achtziger Jahren fühlt“.